# Images de la Physique
« Images de la Physique » est une revue annuelle éditée par l'institut de physique du CNRS. Cette revue, créée en 1972 par le physicien Franck Laloë, publie des articles approfondis, écrits en français par des chercheurs, qui illustrent les progrès récents dans les divers domaines de la physique et de ses interfaces.
Elle s'adresse à un public formé en physique (étudiants et professionnels de niveau bac+3) désireux de se tenir informé de l'activité du CNRS dans tous les domaines de la physique, et en particulier à l'ensemble des chercheurs physiciens du CNRS, de l'enseignement supérieur et d'autres centres de recherches, publics ou privés. Les « Images de la Physique » sont aussi diffusées aux professeurs de classes préparatoires, dans les écoles d'ingénieur, aux journalistes scientifiques, à des personnalités du monde industriel et à des personnes qui relèvent d'autres disciplines (biologie, chimie…).
Environ 600 articles y ont été publiés depuis les origines, souvent rédigés par des auteurs prestigieux (notamment récipiendaires du prix Nobel) qui en ont fait la réputation. 
Elle est financée par quatre instituts du CNRS :
- l'Institut de physique (INP),
- l'Institut national de physique nucléaire et de physique des particules (IN2P3),
- l'Institut national des sciences de l'Univers (INSU)
- l'Institut des sciences de l'ingénierie et des systèmes (INSIS).